# Симо Хаюха
Симо Хаюха (на фински: Simo Häyhä; произношението е най-близо до Симо Хяюхя, но зависи от диалекта – на карелски диалект е Хаюха.) е финландски снайперист, воювал по време на Зимната война (1939 – 1940).
Заради нанесените от него поражения в СССР го наричат Бялата смърт (Белая смерть). Воюва при температури от -20 до -40 °C, увит в камуфлажен костюм. Съществуват 542 непотвърдени точни изстрела срещу руски войници на неговата сметка. Според А. Свенсон – командира на неговото формирование – потвърдените снайперски попадения на голямо разстояние с пушка са 219 и приблизително също толкова жертви са ликвидирани с картечен пистолет на малко разстояние.

## Биография
Симо Хаюха е роден в град Раутярви, Южна Карелия в семейство на финландски фермери.
Детските си години прекарва във фермата на родители си, като им помага в изморителната работа при много тежки климатични условия, които го каляват. Свободното си време прекарва в ловуване. Според разпространените тогава слухове къщата на Хаюха била пълна с трофеи, свидетелстващи за неговия отличен мерник.
През 1925 г. Хаюха отбива задължителната наборна служба във въоръжените сили на Финландия. Уволнява се със звание ефрейтор. След година постъпва в Гражданската гвардия на Финландия. Така го заварва 30 ноември 1939 г., когато Съветският съюз напада неговата родина.

### Зимна война
Хаюха преминава на активна служба като снайперист в 34 егерски полк, базиран край река Кола, където финландските войски отбраняват позициите си в съотношение 1 към 100. Когато през 1939 г. СССР нахлува във Финландия, Хаюха решава, че трябва да помогне на родината си. След време противниците забелязват, че един-единствен човек премахва доста значителен брой техни хора. Така става известен като „Бялата смърт“. В продължение на 100 дни собственоръчно отстранява 542 противници (по непотвърдени данни).
От там започват успехите на Хаюха . Сражавайки се при температури от -20 до -40 °C, 12 финландски дивизии под командването на генерал-майор Уилхо Туомпо успешно отблъскват атаките на 9-а и 14-а съветски армии. Този плацдарм става ловното поле на Хаюха. В един ден успява да убие 40 съветки войници.
Изцяло увит в боен камуфлаж, въоръжен с винтовката М28 (финландски вариант на съветската Мосин-Наган), Хаюха отказва да използва оптически прицел. В седящо положение, от разстояние 400 метра, високият 160 сантиметра финландец разчита единствено на металната мушка (рус. „мухичка“, част от обичайните прицелни прибори – мерник и мушка, на английски: iron sights). Използва различни тактики против демаскиране, като например слага в устата си сняг, за да не го издава издишаната пара. В боя използва специфичните за Зимната война тактически прийоми и неслучайно бива наричан от руските войски „Бялата смърт“.
Многократно са правени опити да бъде отстранен чрез други снайперисти или артилерия, но те са неуспешни. На 6 март 1940 г. Хаюха е ранен в челюстта от експлодиращ куршум и изпада в кома, от която се съвзема след 9 дни, когато войната вече е приключила. Хаюха е повишен от ефрейтор в лейтенант лично от маршал Карл Густав Манерхейм, което е и най-големият кариерен скок във военната история на Финландия. Нужни са няколко години, за да се изправи отново на крака. Въпреки че челюстта му е сериозно увредена и част от лявата му буза липсва, той успява да се възстанови от раните си.

### След войната
След войната започва да се занимава с лов на диви елени и развъждане и отглеждане на породисти кучета. По-късно става ловен съветник и партньор на президента Урхо Кеконен. През 1998 г. в интервю група американци го питат какво е необходимо за добър изстрел, отговорът му е „тренировки“.
Симо Хаюха прекарва последните си дни в селцето Руоколахти, близо до руско-финландската граница. Умира на 96-годишна възраст през 2002 г.